# Стефи Бедникова
Стефи Бедникова е българска шахматистка, международен майстор за жени от 2010 г. 

## Биография
Стефи Бедникова е родена на 9 ноември 1986 г. в гр. Дупница и се състезава за местния шахматен клуб „Капабланка“. Юрист по образование и професия.
Като девойка четири пъти става републиканска шампионка, завоюва 4 втори места и 2 трети в различните възрастови групи по класически шах. Многократна шампионка и носителка на медали по ускорен шах и блиц, от които по-впечатляващи са 3-то място на блиц за жени през 1998 г.(на 12 г.) и 3-то място на блиц за юноши до 20 г. през 2001 г.(на 15 г.). Държавна шампионка по блиц за жени за 2013 г. и 2015 г..
Участничка на осем финала за жени: 1998 г., 2001 г., 2002 г., 2007 г., 2008 г., 2009 г., 2010 г. и 2013 г.
На 16 г. става европейска шампионка по блиц за девойки до 20 г. през 2002 г.
През 2003 г. на европейското първенство по блиц е на 5-о място, а по ускорен шах на 3-то място.
Студентска шампионка за 2006 г.
С отбора на ШК „Капабланка“ – гр. Дупница (заедно с Олга Васева, Борислава Йорданова и Моника Дилова) става многократен шампион и носител на медали от Републиканските отборни първенства за девойки до 14 г. и 18 г.
Държавен отборен шампион за жени с отбора на „Локомотив“ София през 2009 г., второ място на ДОП за жени през 2007 г. с отбора на „Локомотив“ София, второ място на ДОП за жени през 2014 г. и трето място на ДОП за жени през 2015 г. с отбора на „Шах 21“ София.
Държавен отборен шампион за 2015 г. и по ускорен шахмат и по блиц, с отбора на ШК „Капабланка“ -Дупница.